# یوری چیلینگاریان
یوری چیلینگاریان (ارمنی: Յուրի Սերգեյի Չիլինգարյան؛ زادهٔ ۲۲ سپتامبر ۱۹۳۸ - درگذشته ۲۸ نوامبر ۲۰۱۶) یک فیزیک‌دان و استاد اهل ارمنستان بود.

## زندگی‌نامه
در ۲۲ سپتامبر ۱۹۳۸ در ایروان به دنیا آمد و از دانشگاه دولتی ایروان و دانشگاه دولتی مسکو فارغ‌التحصیل شد. وی عضو فرهنگستان ملی علوم ارمنستان بود. وی همچنین برنده دانشمند شایسته جمهوری ارمنستان شده‌است. وی در ۲۸ نوامبر ۲۰۱۶ در سن ۷۸ سالگی در ایروان درگذشت.

## یادداشت
1. ↑  ֆիզիկամաթեմատիկական գիտությունների դոկտոր
2. ↑  Ռադիոֆիզիկա